# Vasútigazgatóság (Kolozsvár)
A kolozsvári területi vasútigazgatóság eklektikus stílusú épülete a Bocskai (ma Avram Iancu) tér és a Magyar utca (ma Bd. 21 Decembrie) sarkán áll; régi neve EMKE-palota. A romániai műemlékek jegyzékében a CJ-II-m-B-07358 sorszámon szerepel.
1887-ben Bánffy György az üresen álló saroktelket felajánlotta az új megyeháza megépítése céljából, ezt azonban a Külső Monostor utca elején építették fel. A telket végül az EMKE vásárolta meg. Baross Gábor közlekedésügyi miniszter javaslatára, Pákey Lajos tervei alapján egy irodaépületet húztak fel a vasúti üzletvezetőség számára. Az épületet 1890 és 1891 között építette Endstrasser Benedek vállalkozása. Az eklektikus épület homlokzatát azon városok és megyék címerei díszítették, amelyekben az EMKE fiókokat működtetett. A címereket Kloesz József és Bertha Mihály szobrászok készítették.
Az épület földszintjén az EMKE rendezte be főtitkárságát, az emeleteket pedig a MÁV vette használatba. 1906-ban az EMKE a palotát eladta a vasútnak, mert nem tudtak megegyezni a bérleti feltételekben, s a hivatalait pedig átköltöztette a szembenálló Magyar utcai református bérházba. Az első világháború után a CFR tartományi igazgatósága működött ebben az épületben. 1959-ben felépült a tér felőli háromemeletes szárnyépület, s az udvaron is irodaépületeket húztak fel. Napjainkban is a Román Államvasutak birtokolják, innen irányítják az északnyugat-romániai vasúthálózat forgalmát.